# Јенисејски језици
Јенисејски језици су језичка породица заступљена у централном Сибиру, око тока реке Јенисеј.

## Подела
- Прото-јенисејски (поделио се на почетку нове ере)
  - Северни јенисејски
    - Кет
    - Југ

  - Јужни јенисејски
    - Кот-Асан огранак
      - Кот
      - Асан

    - Арин-Пумпокол огранак
      - Арин
      - Пумпокол

Данас је жив само један језик ове групе, Кет (Југ је недавно изумро). Остали јенисејски језици су изумрли пре двадесетог века. Постојало је још неколико језика из ове породице (Буклин, Бајкот, Јарин, Јастин...), али од њих готово ништа није остало.

## Особине
Јенисејски језици деле бројне особине са Самоједским и Тунгуским језицима. То укључује вокалску хармонију, као и бројне друге граматичке сличности. Те сличности су плод међусобног контакта у прошлости.
У јенисејским језицима заступљен је тон.

## Класификација
Јенисејски језици се повезују са бројним језичким породицама. Најчешће се повезују са На-Дене језицима у северној Америци.
Поред тога, неки лингвисти јенисејске језике повезују са језиком бурушаски у северном Пакистану, као и са сино-тибетанским језицима, а неретко и у тзв. дене-кавкаску породицу (коју чине северни кавкаски језици, на-дене језици, јенисејски језици, баскијски језик и сино-тибетански језици).